# Просперити (Западна Вирџинија)
Просперити (енгл. Prosperity) насељено је место без административног статуса у америчкој савезној држави Западна Вирџинија.

## Демографија
По попису из 2010. године број становника је 1.498, што је 188 (14,4%) становника више него 2000. године.
| Група             | 2000.         | 2010.         |
| Белци             | 1.280 (97,7%) | 1.416 (94,5%) |
| Афроамериканци    | 12 (0,9%)     | 25 (1,7%)     |
| Азијати           | 2 (0,2%)      | 7 (0,5%)      |
| Хиспаноамериканци | 7 (0,5%)      | 25 (1,7%)     |
| Укупно            | 1.310         | 1.498         |